# Fortanete (kommunhuvudort)
Fortanete är en kommunhuvudort i Spanien.   Den ligger i provinsen Provincia de Teruel och regionen Aragonien, i den östra delen av landet, 270 km öster om huvudstaden Madrid. Fortanete ligger 1 355 meter över havet och antalet invånare är 215.
Terrängen runt Fortanete är huvudsakligen kuperad. Fortanete ligger nere i en dal. Runt Fortanete är det mycket glesbefolkat, med 2 invånare per kvadratkilometer. Närmaste större samhälle är Cantavieja, 10,2 km öster om Fortanete. 